# Bosjön (Färnebo socken, Värmland, 663220-139381)
Bosjön är en sjö i Filipstads kommun i Värmland och ingår i Göta älvs huvudavrinningsområde. Sjön är 20 meter djup, har en yta på 1,23 kvadratkilometer och är belägen 185,2 meter över havet. Sjön avvattnas av vattendraget Svartån (Älgsjöbäcken). Vid provfiske har bland annat abborre, gädda, lake och löja fångats i sjön.

## Delavrinningsområde
Bosjön ingår i det delavrinningsområde (663255-139417) som SMHI kallar för Utloppet av Bosjön. Medelhöjden är 198 meter över havet och ytan är 4,57 kvadratkilometer. Räknas de 12 avrinningsområdena uppströms in blir den ackumulerade arean 100,61 kvadratkilometer. Svartån (Älgsjöbäcken) som avvattnar avrinningsområdet har biflödesordning 3, vilket innebär att vattnet flödar genom totalt 3 vattendrag innan det når havet efter 386 kilometer. Avrinningsområdet består mestadels av skog (54 procent). Avrinningsområdet har 1,22 kvadratkilometer vattenytor vilket ger det en sjöprocent på 26,6 procent.

## Fisk
Vid provfiske har följande fisk fångats i sjön:
- Abborre
- Gädda
- Lake
- Löja
- Mört
- Siklöja
- Ål